# Olympus Airways
Olympus Airways è una compagnia aerea charter greca che offre ACMI leasing, voli charter e ad-hoc con sede ad Atene.

## Storia
Olympus Airways ha iniziato le operazioni nell'ottobre 2015 con un Boeing 737-500 utilizzato per voli charter dalla Germania. Nel periodo successivo è stata inoltre avviata una collaborazione con la compagnia aerea virtuale italiana PeopleFly, al fine di effettuare voli charter in tutta Europa e per quest'ultima verso il Nord Africa. All'inizio di marzo 2016, l'unico Boeing 737-500 ha lasciato la flotta per essere sostituito da un Airbus A319-100. Tuttavia, poiché Olympus Airways aveva comunicato gennaio come data di operatività dell'A319 a PeopleFly invece di marzo, si sono verificati ritardi che hanno portato la compagnia italiana a dover posticipare tre volte l'inizio dei suoi collegamenti aerei e alla fine ha interrotto la collaborazione con Olympus.
Olympus Airways ha poi operato nel mercato charter per diverse compagnie aeree. Nel maggio 2017, la flotta esistente di due Airbus A319-100 e due Airbus A321-200 è stata ampliata per includere un Airbus A320-200.
Nell'estate del 2018 si sono verificate irregolarità nelle operazioni di volo di Olympus Airways; non solo i viaggiatori hanno dovuto affrontare ripetutamente lunghi ritardi sui voli da diversi aeroporti tedeschi verso destinazioni nelle Canarie, ma alcuni sono stati anche cancellati.
Verso la fine di aprile 2019 è stato annunciato che a breve era previsto l'arrivo di due Airbus A330. I piani non solo sono rimasti non realizzati, i due Airbus A320-200 che erano stati precedentemente introdotti nella flotta erano già stati dismessi. Inoltre, il numero di A319 era stato ridotto a una macchina.
All'inizio di dicembre 2019, Olympus Airways ha ricevuto il primo di due Boeing 757-200(PCF) per il trasporto aereo di merci. La restante flotta passeggeri, composta da tre Airbus A321-200, era inattiva in quel momento per motivi di manutenzione.

## Flotta

### Flotta attuale
Ad agosto 2024 la flotta di Olympus Airways è così composta:

### Flotta storica
Olympus Airways operava in precedenza con i seguenti aeromobili: